# Gran Premio di superbike d'Aragona 2018
Il Gran Premio di superbike d'Aragona 2018 è stato la terza prova su tredici del campionato mondiale Superbike 2018, disputato il 14 e 15 aprile sul circuito di Aragón, in gara 1, interrotta al primo giro e poi ripartita con durata accorciata a 17 giri complessivi, ha visto la vittoria di Jonathan Rea davanti a Chaz Davies e Javier Forés, la gara 2 è stata vinta da Chaz Davies che ha preceduto Jonathan Rea e Marco Melandri.
La vittoria nella gara valevole per il campionato mondiale Supersport 2018 è stata ottenuta da Sandro Cortese, mentre quella del campionato mondiale Supersport 300 è stata ottenuta da Koen Meuffels che conquista la prima vittoria per KTM in questa categoria.

## Risultati

### Superbike Gara 1

#### Arrivati al traguardo
| Pos. | Nº | Pilota                | Squadra                  | Motocicletta      | Giri | Tempo     | Griglia | Punti |
| ---- | -- | --------------------- | ------------------------ | ----------------- | ---- | --------- | ------- | ----- |
| 1º   | 1  | Jonathan Rea          | Kawasaki Racing          | Kawasaki ZX-10RR  | 17   | 31'38.578 | 2º      | 25    |
| 2º   | 7  | Chaz Davies           | Aruba.it Racing - Ducati | Ducati Panigale R | 17   | +1.450    | 11º     | 20    |
| 3º   | 12 | Javier Forés          | Barni Racing             | Ducati Panigale R | 17   | +1.473    | 4º      | 16    |
| 4º   | 33 | Marco Melandri        | Aruba.it Racing - Ducati | Ducati Panigale R | 17   | +6.108    | 1º      | 13    |
| 5º   | 60 | Michael van der Mark  | Pata Yamaha              | Yamaha YZF R1     | 17   | +8.932    | 6º      | 11    |
| 6º   | 66 | Tom Sykes             | Kawasaki Racing          | Kawasaki ZX-10RR  | 17   | +9.450    | 3º      | 10    |
| 7º   | 22 | Alex Lowes            | Pata Yamaha              | Yamaha YZF R1     | 17   | +9.985    | 5º      | 9     |
| 8º   | 21 | Michael Ruben Rinaldi | Aruba.it Racing - Junior | Ducati Panigale R | 17   | +19.303   | 8º      | 8     |
| 9º   | 54 | Toprak Razgatlıoğlu   | Kawasaki Puccetti Racing | Kawasaki ZX-10RR  | 17   | +26.081   | 16º     | 7     |
| 10º  | 40 | Román Ramos           | GoEleven Kawasaki        | Kawasaki ZX-10RR  | 17   | +26.325   | 18º     | 6     |
| 11º  | 76 | Loris Baz             | Gulf Althea BMW Racing   | BMW S 1000 RR     | 17   | +26.571   | 19º     | 5     |
| 12º  | 45 | Jacob Gagne           | Red Bull Honda           | Honda CBR1000RR   | 17   | +26.858   | 13º     | 4     |
| 13º  | 34 | Davide Giugliano      | Milwaukee Aprilia        | Aprilia RSV4 RF   | 17   | +27.219   | 14º     | 3     |
| 14º  | 68 | Yonny Hernández       | Team Pedercini Racing    | Kawasaki ZX-10RR  | 17   | +28.340   | 20º     | 2     |
| 15º  | 32 | Lorenzo Savadori      | Milwaukee Aprilia        | Aprilia RSV4 RF   | 17   | +28.400   | 10º     | 1     |
| 16º  | 99 | Patrick Jacobsen      | TripleM Honda            | Honda CBR1000RR   | 17   | +30.799   | 17º     |       |

#### Ritirati
| Nº | Pilota          | Squadra                  | Motocicletta      | Giri | Griglia |
| -- | --------------- | ------------------------ | ----------------- | ---- | ------- |
| 36 | Leandro Mercado | Orelac Racing VerdNatura | Kawasaki ZX-10RR  | 11   | 15º     |
| 81 | Jordi Torres    | MV Agusta Reparto Corse  | MV Agusta 1000 F4 | 0    | 7º      |
| 2  | Leon Camier     | Red Bull Honda           | Honda CBR1000RR   | 0    | 9º      |

#### Non partito
| Nº | Pilota          | Squadra    | Motocicletta     | Griglia |
| -- | --------------- | ---------- | ---------------- | ------- |
| 5  | Vladimir Leonov | SPB Racing | Kawasaki ZX-10RR | 12º     |

#### Squalificato
| Nº | Pilota       | Squadra           | Motocicletta  | Giri | Tempo   | Griglia |
| -- | ------------ | ----------------- | ------------- | ---- | ------- | ------- |
| 37 | Ondřej Ježek | Guandalini Racing | Yamaha YZF R1 | 17   | +58.926 | 21º     |

### Superbike Gara 2

#### Arrivati al traguardo
| Pos. | Nº | Pilota                | Squadra                  | Motocicletta      | Giri | Tempo     | Griglia | Punti |
| ---- | -- | --------------------- | ------------------------ | ----------------- | ---- | --------- | ------- | ----- |
| 1º   | 7  | Chaz Davies           | Aruba.it Racing - Ducati | Ducati Panigale R | 18   | 33'29.519 | 11º     | 25    |
| 2º   | 1  | Jonathan Rea          | Kawasaki Racing          | Kawasaki ZX-10RR  | 18   | +1.184    | 2º      | 20    |
| 3º   | 33 | Marco Melandri        | Aruba.it Racing - Ducati | Ducati Panigale R | 18   | +4.584    | 1º      | 16    |
| 4º   | 22 | Alex Lowes            | Pata Yamaha              | Yamaha YZF R1     | 18   | +10.251   | 5º      | 13    |
| 5º   | 60 | Michael van der Mark  | Pata Yamaha              | Yamaha YZF R1     | 18   | +10.687   | 6º      | 11    |
| 6º   | 66 | Tom Sykes             | Kawasaki Racing          | Kawasaki ZX-10RR  | 18   | +13.729   | 3º      | 10    |
| 7º   | 21 | Michael Ruben Rinaldi | Aruba.it Racing - Junior | Ducati Panigale R | 18   | +14.819   | 8º      | 9     |
| 8º   | 81 | Jordi Torres          | MV Agusta Reparto Corse  | MV Agusta 1000 F4 | 18   | +15.215   | 7º      | 8     |
| 9º   | 54 | Toprak Razgatlıoğlu   | Kawasaki Puccetti Racing | Kawasaki ZX-10RR  | 18   | +19.812   | 16º     | 7     |
| 10º  | 32 | Lorenzo Savadori      | Milwaukee Aprilia        | Aprilia RSV4 RF   | 18   | +20.272   | 10º     | 6     |
| 11º  | 40 | Román Ramos           | GoEleven Kawasaki        | Kawasaki ZX-10RR  | 18   | +25.604   | 18º     | 5     |
| 12º  | 45 | Jacob Gagne           | Red Bull Honda           | Honda CBR1000RR   | 18   | +25.745   | 13º     | 4     |
| 13º  | 36 | Leandro Mercado       | Orelac Racing VerdNatura | Kawasaki ZX-10RR  | 18   | +27.973   | 15º     | 3     |
| 14º  | 99 | Patrick Jacobsen      | TripleM Honda            | Honda CBR1000RR   | 18   | +28.469   | 17º     | 2     |
| 15º  | 76 | Loris Baz             | Gulf Althea BMW Racing   | BMW S 1000 RR     | 18   | +32.094   | 19º     | 1     |
| 16º  | 68 | Yonny Hernández       | Team Pedercini Racing    | Kawasaki ZX-10RR  | 18   | +32.113   | 20º     |       |
| 17º  | 5  | Vladimir Leonov       | SPB Racing               | Kawasaki ZX-10RR  | 18   | +1'23.992 | 12º     |       |
| 18º  | 34 | Davide Giugliano      | Milwaukee Aprilia        | Aprilia RSV4 RF   | 17   | +1 giro   | 14º     |       |

#### Ritirato
| Nº | Pilota       | Squadra      | Motocicletta      | Giri | Griglia |
| -- | ------------ | ------------ | ----------------- | ---- | ------- |
| 12 | Javier Forés | Barni Racing | Ducati Panigale R | 7    | 4º      |

#### Squalificato
| Nº | Pilota       | Squadra           | Motocicletta  | Giri | Tempo   | Griglia |
| -- | ------------ | ----------------- | ------------- | ---- | ------- | ------- |
| 37 | Ondřej Ježek | Guandalini Racing | Yamaha YZF R1 | 18   | +56.590 | 21º     |

### Supersport

#### Arrivati al traguardo
| Pos. | Nº  | Pilota                | Squadra                             | Motocicletta        | Giri | Tempo     | Griglia | Punti |
| ---- | --- | --------------------- | ----------------------------------- | ------------------- | ---- | --------- | ------- | ----- |
| 1º   | 11  | Sandro Cortese        | Kallio Racing                       | Yamaha YZF R6       | 16   | 30'47.791 | 1º      | 25    |
| 2º   | 64  | Federico Caricasulo   | GRT Yamaha                          | Yamaha YZF R6       | 16   | +1.426    | 3º      | 20    |
| 3º   | 16  | Jules Cluzel          | NRT                                 | Yamaha YZF R6       | 16   | +1.639    | 6º      | 16    |
| 4º   | 144 | Lucas Mahias          | GRT Yamaha                          | Yamaha YZF R6       | 16   | +5.533    | 2º      | 13    |
| 5º   | 111 | Kyle Smith            | Gemar Team Lorini                   | Honda CBR600RR      | 16   | +14.201   | 11º     | 11    |
| 6º   | 81  | Luke Stapleford       | Profile Racing                      | Triumph Daytona 675 | 16   | +14.610   | 8º      | 10    |
| 7º   | 32  | Sheridan Morais       | Kawasaki Puccetti Racing            | Kawasaki ZX-6R      | 16   | +14.771   | 7º      | 9     |
| 8º   | 66  | Niki Tuuli            | CIA Landlord Insurance Honda        | Honda CBR600RR      | 16   | +18.507   | 13º     | 8     |
| 9º   | 13  | Anthony West          | EAB antwest Racing                  | Kawasaki ZX-6R      | 16   | +18.590   | 15º     | 7     |
| 10º  | 47  | Rob Hartog            | Hartog - Against Cancer             | Kawasaki ZX-6R      | 16   | +20.108   | 16º     | 6     |
| 11º  | 21  | Randy Krummenacher    | Bardahl Evan Bros.                  | Yamaha YZF R6       | 16   | +21.180   | 5º      | 5     |
| 12º  | 84  | Loris Cresson         | Kallio Racing                       | Yamaha YZF R6       | 16   | +30.046   | 21º     | 4     |
| 13º  | 22  | Eemeli Lahti          | Sterkman Motorsport by HRP          | Suzuki GSX-R600     | 16   | +37.478   | 19º     | 3     |
| 14º  | 65  | Michael Canducci      | GoEleven Kawasaki                   | Kawasaki ZX-6R      | 16   | +37.979   | 12º     | 2     |
| 15º  | 35  | Stefan Hill           | Profile Racing                      | Triumph Daytona 675 | 16   | +45.001   | 17º     | 1     |
| 16º  | 6   | Corentin Perolari     | GMT94 Yamaha                        | Yamaha YZF R6       | 16   | +48.060   | 24º     |       |
| 17º  | 10  | Nacho Calero          | Orelac Racing VerdNatura            | Kawasaki ZX-6R      | 16   | +48.679   | 18º     |       |
| 18º  | 38  | Hannes Soomer         | Racedays                            | Honda CBR600RR      | 16   | +48.789   | 22º     |       |
| 19º  | 74  | Jaimie van Sikkelerus | Gemar Team Lorini                   | Honda CBR600RR      | 16   | +49.120   | 23º     |       |
| 20º  | 96  | Andrew Irwin          | CIA Landlord Insurance Honda        | Honda CBR600RR      | 16   | +49.372   | 26º     |       |
| 21º  | 56  | Péter Sebestyén       | SSP Hungary Racing                  | Kawasaki ZX-6R      | 16   | +50.618   | 28º     |       |
| 22º  | 77  | Wayne Tessels         | Chromeburner Wayne's Racingteam MtM | Kawasaki ZX-6R      | 16   | +58.624   | 25º     |       |
| 23º  | 36  | Thomas Gradinger      | NRT                                 | Yamaha YZF R6       | 16   | +1'07.635 | 14º     |       |
| 24º  | 83  | Lachlan Epis          | GoEleven Kawasaki                   | Kawasaki ZX-6R      | 16   | +1'10.929 | 27º     |       |

#### Ritirati
| Nº | Pilota           | Squadra                          | Motocicletta     | Giri | Griglia |
| -- | ---------------- | -------------------------------- | ---------------- | ---- | ------- |
| 78 | Hikari Ōkubo     | Kawasaki Puccetti Racing         | Kawasaki ZX-6R   | 11   | 10º     |
| 3  | Raffaele De Rosa | MV Agusta Reparto Corse by Vamag | MV Agusta F3 675 | 7    | 4º      |
| 86 | Ayrton Badovini  | MV Agusta Reparto Corse by Vamag | MV Agusta F3 675 | 7    | 9º      |
| 15 | Alfonso Coppola  | GRT Yamaha                       | Yamaha YZF R6    | 7    | 20º     |

### Supersport 300

#### Arrivati al traguardo
| Pos. | Nº | Pilota                | Squadra                    | Motocicletta       | Giri | Tempo     | Griglia | Punti |
| ---- | -- | --------------------- | -------------------------- | ------------------ | ---- | --------- | ------- | ----- |
| 1º   | 17 | Koen Meuffels         | KTM Fortron Junior         | KTM RC 390 R       | 11   | 23'47.784 | 5º      | 25    |
| 2º   | 75 | Scott Deroue          | Motoport Kawasaki          | Kawasaki Ninja 400 | 11   | +0.031    | 2º      | 20    |
| 3º   | 88 | Mika Pérez            | Kawasaki ParkinGO          | Kawasaki Ninja 400 | 11   | +0.125    | 1º      | 16    |
| 4º   | 22 | Mykyta Kalinin        | GP Project                 | Kawasaki Ninja 400 | 11   | +0.207    | 15º     | 13    |
| 5º   | 6  | Robert Schotman       | Motoport Kawasaki          | Kawasaki Ninja 400 | 11   | +0.370    | 6º      | 11    |
| 6º   | 2  | Ana Carrasco          | DS Junior                  | Kawasaki Ninja 400 | 11   | +0.438    | 4º      | 10    |
| 7º   | 15 | Glenn van Straalen    | KTM Fortron Racing         | KTM RC 390 R       | 11   | +0.817    | 12º     | 9     |
| 8º   | 20 | Dorren Loureiro       | DS Junior                  | Kawasaki Ninja 400 | 11   | +0.819    | 3º      | 8     |
| 9º   | 43 | Luca Grünwald         | Freudenberg KTM            | KTM RC 390 R       | 11   | +8.774    | 8º      | 7     |
| 10º  | 21 | Borja Sánchez         | ETG Racing                 | Kawasaki Ninja 400 | 11   | +14.451   | 7º      | 6     |
| 11º  | 93 | Walid Khan            | Nutec - Benjan - Kawasaki  | Kawasaki Ninja 400 | 11   | +14.716   | 14º     | 5     |
| 12º  | 14 | Enzo de la Vega       | GP Project                 | Kawasaki Ninja 400 | 11   | +14.932   | 20º     | 4     |
| 13º  | 33 | Daniel Valle          | BCD Yamaha MS Racing       | Yamaha YZF-R3      | 11   | +15.014   | 16º     | 3     |
| 14º  | 99 | Paolo Grassia         | Biblion Yamaha Motoxracing | Yamaha YZF-R3      | 11   | +15.026   | 19º     | 2     |
| 15º  | 97 | Maximilian Kappler    | Freudenberg KTM            | KTM RC 390 R       | 11   | +15.250   | 18º     | 1     |
| 16º  | 55 | Galang Hendra Pratama | Biblion Yamaha Motoxracing | Yamaha YZF-R3      | 11   | +15.421   | 11º     |       |
| 17º  | 69 | María Herrera         | BCD Yamaha MS Racing       | Yamaha YZF-R3      | 11   | +15.589   | 17º     |       |
| 18º  | 16 | Marc Luna             | C.M. Racing A.S.D.         | Kawasaki Ninja 400 | 11   | +26.324   | 35º     |       |
| 19º  | 78 | Joseph Foray          | ETG Racing                 | Kawasaki Ninja 400 | 11   | +39.331   | 28º     |       |
| 20º  | 28 | Dennis Koopman        | GRT Yamaha                 | Yamaha YZF-R3      | 11   | +39.401   | 32º     |       |
| 21º  | 13 | Dino Iozzo            | Racedays                   | Honda CBR500R      | 11   | +59.730   | 34º     |       |
| 22º  | 36 | Beatriz Neila         | BCD Yamaha MS Racing       | Yamaha YZF-R3      | 11   | +59.730   | 40º     |       |
| 23º  | 18 | Alex Murley           | Toth - Yart                | Yamaha YZF-R3      | 11   | +59.967   | 30º     |       |
| 24º  | 84 | Joep Overbeeke        | Team Trasimeno             | Yamaha YZF-R3      | 11   | +59.972   | 26º     |       |
| 25º  | 30 | Daniel Blin           | Polish Talent              | Yamaha YZF-R3      | 11   | +1'15.686 | 39º     |       |
| 26º  | 89 | Adrian Carrasco       | Arco-MotoR UPV University  | Yamaha YZF-R3      | 11   | +1'15.692 | 33º     |       |
| 27º  | 79 | Tomás Alonso          | Samurai-YART Racing        | Yamaha YZF-R3      | 11   | +1'15.738 | 36º     |       |
| 28º  | 44 | Samuel Lochoff        | Samurai-YART Racing        | Yamaha YZF-R3      | 11   | +1'15.758 | 38º     |       |
| 29º  | 7  | Nicola Settimo        | Scuderia Maranga Racing    | Honda CBR500R      | 11   | +1'15.770 | 37º     |       |

#### Non classificato
| Nº | Pilota          | Squadra    | Motocicletta  | Giri | Griglia |
| -- | --------------- | ---------- | ------------- | ---- | ------- |
| 54 | Filippo Fuligni | GRT Yamaha | Yamaha YZF-R3 | 8    | 24º     |

#### Ritirati
| Nº | Pilota                    | Squadra                                  | Motocicletta       | Giri | Griglia |
| -- | ------------------------- | ---------------------------------------- | ------------------ | ---- | ------- |
| 71 | Tom Edwards               | Nutec - Benjan - Kawasaki                | Kawasaki Ninja 400 | 9    | 10º     |
| 5  | Ryan Vos                  | KTM Fortron Racing                       | KTM RC 390 R       | 7    | 27º     |
| 58 | Trystan Finocchiaro       | Scuderia Maranga Racing                  | Honda CBR500R      | 7    | 29º     |
| 81 | Manuel González           | Pertantina Almeria BCD Junior Team by MS | Yamaha YZF-R3      | 3    | 13º     |
| 27 | Filippo Rovelli           | Kawasaki ParkinGO                        | Kawasaki Ninja 400 | 1    | 9º      |
| 41 | Jan-Ole Jähnig            | Freudenberg KTM Junior                   | KTM RC 390 R       | 1    | 21º     |
| 96 | Imanuel Putra Pratna      | Terra e Moto                             | Yamaha YZF-R3      | 1    | 22º     |
| 12 | Ali Adriansyah Rusmiputro | Pertamina Almeria BCD by MS Racing       | Yamaha YZF-R3      | 0    | 25º     |

#### Squalificato
| Nº | Pilota        | Squadra        | Motocicletta  | Giri | Tempo   | Griglia |
| -- | ------------- | -------------- | ------------- | ---- | ------- | ------- |
| 19 | Luca Bernardi | Team Trasimeno | Yamaha YZF-R3 | 11   | +36.256 | 23º     |